# اسلامی‌کردن دانشگاه‌ها

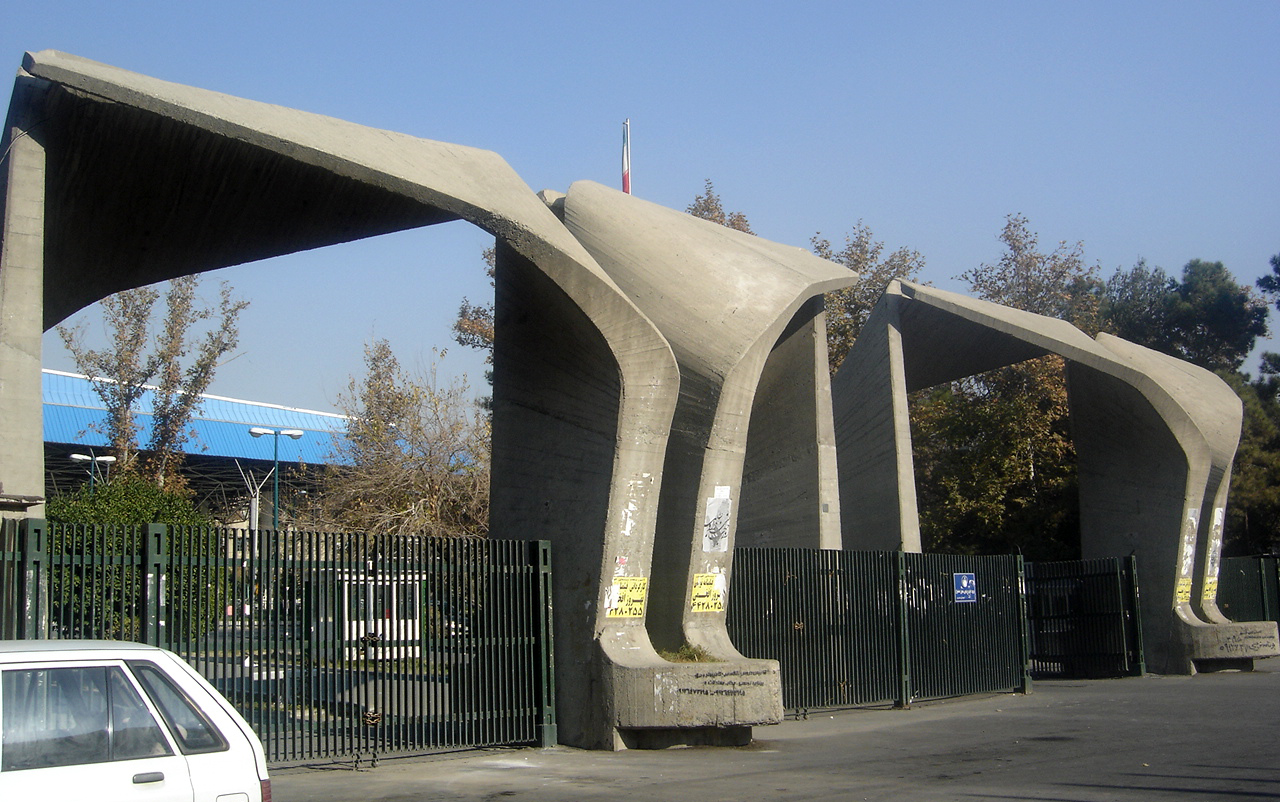
دانشگاه تهران در سال ۱۳۱۳ با هدف پیشبرد دانش و فرهنگ در ایران ساخته شد.

اسلامی‌کردن دانشگاه‌ها اصطلاحی است که از اوایل انقلاب کم و بیش شنیده می‌شد اما پس از روی کار آمدن دولت محمود احمدی‌نژاد مسئولان نظام جمهوری اسلامی از آن بیشتر یاد می‌کنند. این طرح شامل فازهای مختلف از اسلامی‌کردن علوم انسانی تا اسلامی‌کردن روابط و تفکیک جنسیتی است.

## شورای اسلامی شدن دانشگاه‌ها
در دهه هفتاد با تأکیدات رهبر ایران «ستاد اسلامی شدن دانشگاه‌ها» در وزارت علوم، تحقیقات و فناوری تشکیل شد و سپس در سال ۷۶ با تصویب شورای عالی انقلاب فرهنگی به شورای اسلامی شدن دانشگاه‌ها و مراکز آموزشی، به عنوان یکی از شوراهای اقماری شورای عالی تغییر کرد.
شورای اسلامی شدن دانشگاه‌ها و مراکز آموزشی مأموریت خود را چنین می‌داند:
شورای اسلامی شدن دانشگاه‌ها قوه عاقله ای است که با درک صحیح و جامع از ابعاد مفهوم اسلامی شدن دانشگاه‌ها و مراکز آموزشی و شناخت دقیق از وضعیت موجود این حوزه، اقدام به تدوین سیاستها، راهبردها و برنامه‌های مناسب نموده و با نظارت کمی و کیفی بر حسن انجام برنامه‌ها، دستگاه‌ها و نخبگان را در طی این فرایند، راهبری می‌نماید.
همچنین این شورا در پایگاه خود سندی با عنوان سند دانشگاه اسلامی منتشر نموده‌است.

## اصول
طبق تعریف شورای اسلامی شدن دانشگاه‌ها اصول دانشگاه اسلامی عبارت اند از

### اصول عمومی
- اهتمام به علم و دانش و اعتقاد به تأثیر بنیادی و قطعی آن در اداره صحیح جامعه و تأمین رفاه و سعادت مردم و رشد و توسعه متوازن.
- اهمیت داشتن فکر و اندیشه و وجود آزادی برای تحقق و نقد و بررسی آراء و نظریات گوناگون.
- داشتن آگاهی از مسایل و مباحث فکری واجتماعی در عرصه سیاسی جامعه و مشارکت در صحنه زندگی اجتماعی و ایفای نقش در آن.
- شناخت سنتها و مفاهیم اخلاقی، ارزشی و فرهنگی جامعه.

### اصول اختصاصی
دانشگاه اسلامی دانشگاهی است که در آن:
- بینش توحیدی بر تمامی شئون دانشگاه و تفکر و اندیشه دانشگاهیان حاکمیت دارد و علم‌آموزی به منزلهٔ یک عبادت در جهت ایجاد و تقویت این نگرش ایفای نقش می‌کند.
- محیطی سرشار از معنویت و مکارم اخلاق به منظور رشد و تعالی فردی و تربیت صحیح و تزکیه و تعلیم نفوس ایجاد می‌شود و حیات و شخصیت معنوی و اخلاقی افراد اعتلا می‌یابد.
- افراد در پرتو معارف اسلامی با احساس تعهد و مسؤولیت نسبت به رشد و تعالی جامعه و تحقق اهداف و ارزشهای اسلامی در فعالیت‌های اجتماعی مشارکت می‌جویند.

## دیدگاه افراد پیرامون اسلامی‌کردن دانشگاه‌ها

### سید علی خامنه‌ای
سید علی خامنه‌ای رهبر جمهوری اسلامی می‌گوید: «اسلامی‌کردن دانشگاه‌ها یک معنای عمیق و وسیع و جامعی دارد؛ و به اعتقاد من، از نان شب برای دانشگاه‌ها واجب‌تر است. اگر بخواهید دانشگاه، علمی هم بشود، باید اسلامی بشود؛ از شاخصه‌های اسلامی شدن، علمی شدن و عمیق شدن است، خودباور بودن استاد و دانشجو است، اتکا به نفس داشتن استاد و دانشجو است. همه مسئله این نیست که حالا یکی با آستین کوتاه بیاید، یکی با چهار تار موی پیدا بیاید. مسائل اسلامی کردن که این نیست. البته یکی از خصوصیات دانشگاه اسلامی این است که تدین در آن وجه غالب است؛ چون جامعه ما جامعه اسلامی است و تدین در آن، وجه غالب است.»
وی در ادامه می‌گوید: «اسلامی بودن، یعنی ایستادگی بر روی اصول و پایه‌های مستحکمی که زیر پای اندیشه و فکر انسان وجود دارد؛ و بر اساس آن، بنا کردن، پیش رفتن، جوشیدن و زاییدن. این، اسلامی کردن است.»

### حسن روحانی

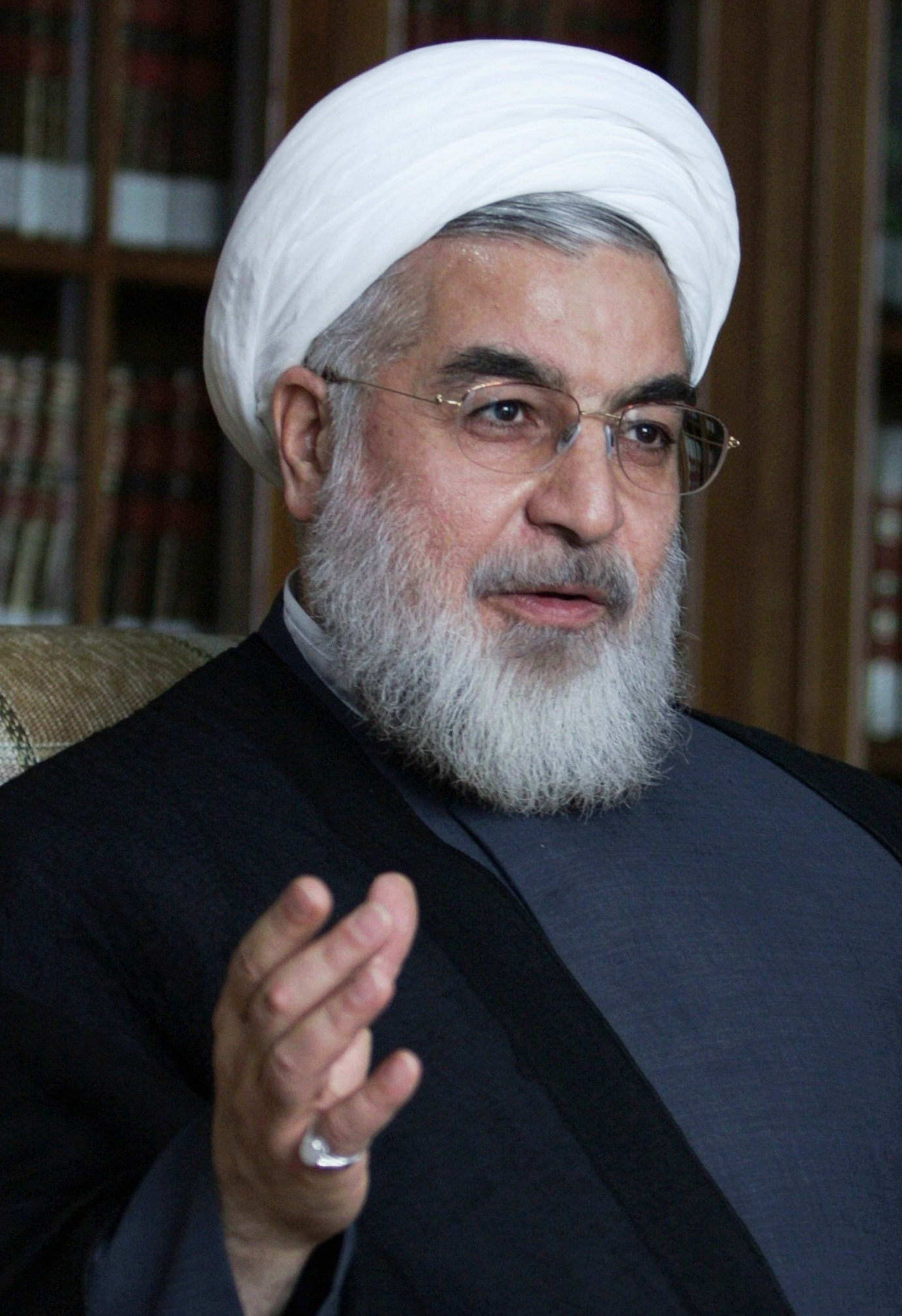
حسن روحانی در خرداد ۹۲ با شعار دولت تدبیر و امید در انتخابات ریاست جمهوری به پیروزی رسید.

حسن روحانی، رئیس‌جمهور منتخب ملت، مخالف تفکیک پسران و دختران در دانشگاه‌هاست. در این مورد او می‌گوید: "در کجای قانون اساسی مجوز تفکیک جنسیتی در دانشگاه‌ها صادر شده و از آن سخنی به میان آمده‌است؟" او همچنین اسلامی کردن دانشگاه‌ها را مفهومی فراتر از طرز پوشش و روابط می‌داند:"اسلامی کردن دانشگاه‌ها جلو و عقب بردن روسری نیست."

### محمدرضا عارف

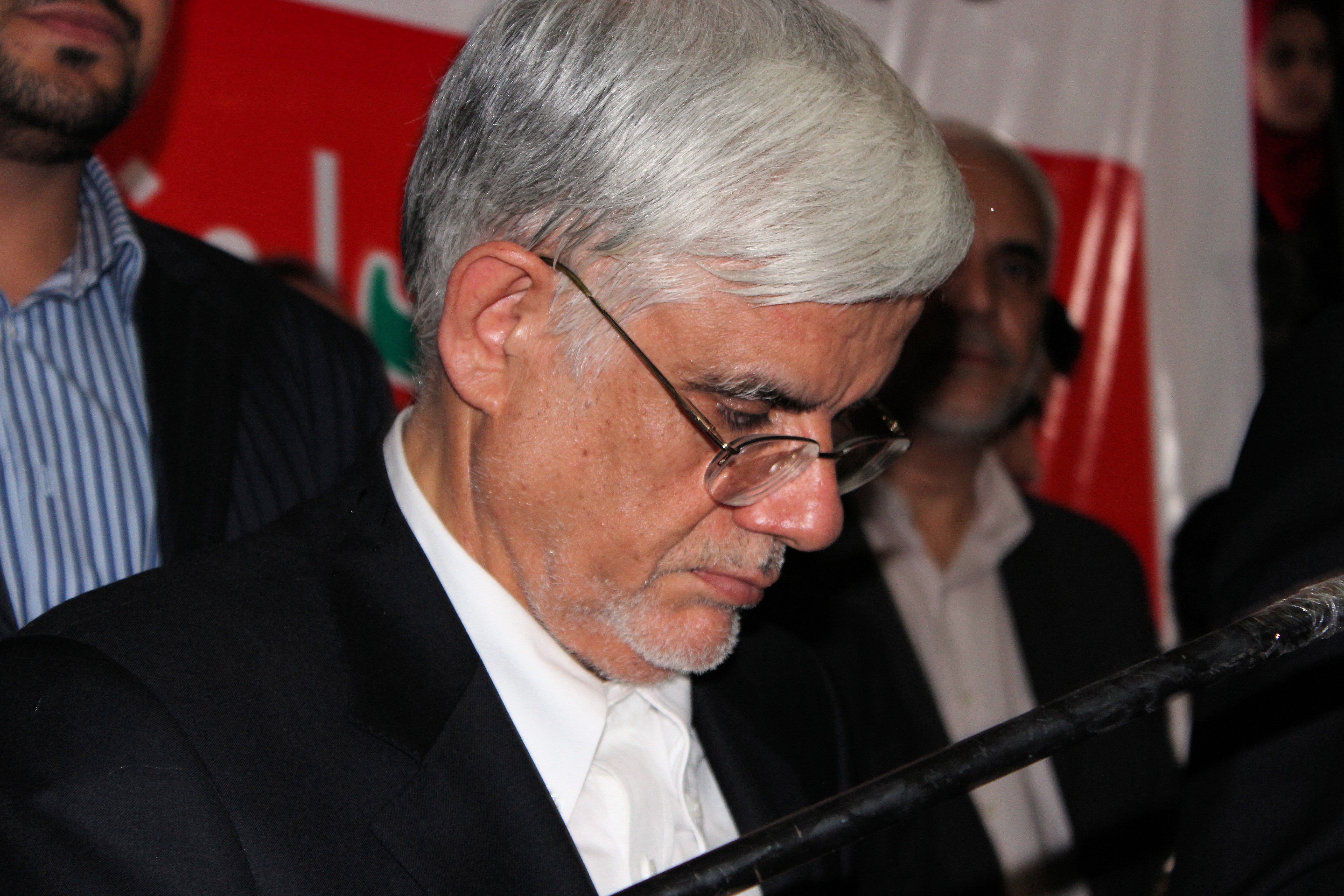
محمد رضا عارف در سال ۹۲ کاندیدای ریاست جمهوری شد اما در ادامه به نفع حسن روحانی کناره‌گیری کرد.

محمدرضا عارف، سیاست‌مدار اصلاح طلب با تفکیک جنسیتی در دانشگاه‌ها شدیداً مخالف است و می‌گوید: «باورم این است که دانشجو به سنی رسیده که خیر و شر خود را تشخیص دهد و از دیدگاه من دانشگاه سالم‌ترین بخش جامعه است.»

### محسن قرائتی
محسن قرائتی رئیس ستاد اقامه نماز و مبلغ دینی در مورد اسلامی‌کردن دانشگاه‌ها گفت: «جز در موارد ضرورت، باید کلاس‌های دانشجویان دختر صبح‌ها و دانشجویان پسر عصرها برگزار شود.»

### احمد علم‌الهدی
احمد علم‌الهدی امام جمعه مشهد و از حامیان سرسخت این طرح دراین باره گفت: «ما نباید فراموش کنیم دانشگاه جای تضارب افکار و اندیشه‌است اما جای آزادی عملی نیست. در دانشگاه اندیشه آزاد است نه عمل». وی در اثبات مدعای خویش گفت: «دانشگاه محیط آزادی عمل نیست اگر اینگونه بود دزد می‌توانست در دانشگاه دزدی کند و جانی می‌توانست آدم بکشد.»

### آیت‌الله جوادی آملی

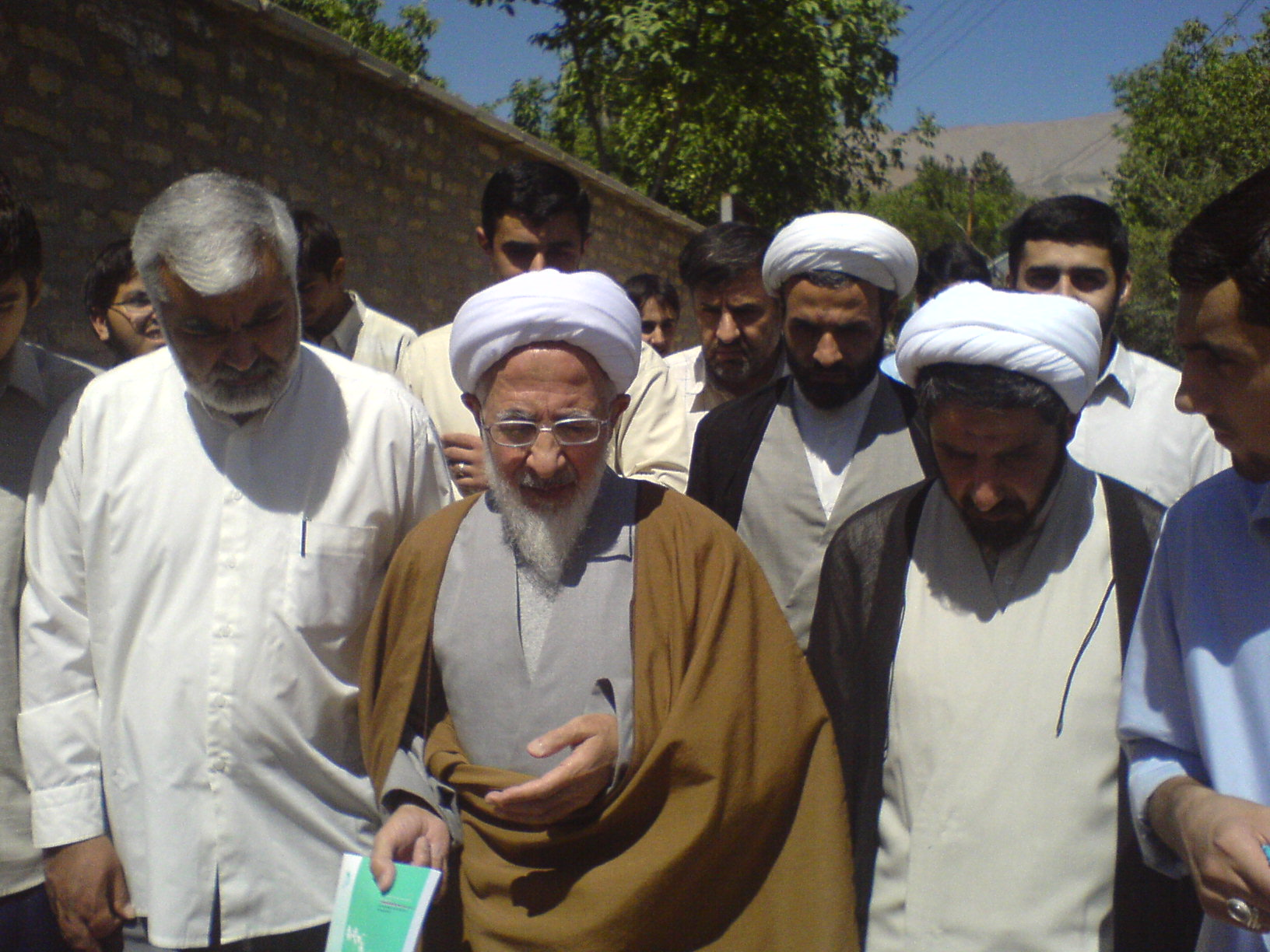
آیت‌الله جوادی آملی از روحانیون پیگیر اسلامی‌کردن دانشگاه‌هاست.

آیت‌الله جوادی آملی مرجع تقلید و استاد حوزه علمیه علاوه بر احداث نمازخانه و تفکیک جنسیتی ملزومات دیگری هم برای اسلامی‌کردن دانشگاه‌ها بیان می‌کند: «دانشگاه تنها با نمازخانه، تفکیک جنسیت و … اسلامی نمی‌شود، اولین و آخرین حرف را در دانشگاه‌ها، علم و دانش می‌زند و تا زمانی که دانش در دانشگاه‌ها اسلامی نشود و آنهایی که گمان می‌کنند، علم ربطی به اسلام ندارد، بیدار نشوند، نمی‌توان آن را اسلامی خواند.»

### جعفر توفیقی
جعفر توفیقی وزیر علوم در دولت محمد خاتمی ضمن موافقت با کلیت لزوم حرکت رو به تعالی در جامعه و به‌خصوص دانشگاه، با تفکیک جنسیتی مخالف است و می‌گوید: "ما دانشگاه را یک نهاد عمومی اجتماعی می‌دانیم. در همه جای دنیا هم تجربه شده که تفکیک جنسیتی عمدتاً به محیط‌های خصوصی بر می‌گردد در خیلی از کشورهای دنیا هم این تفکیک‌ها در محیط‌های خصوصی پذیرفته شده‌است اما دانشگاه که یک نهاد عمومی و اجتماعی است و یک فضای باز است. روابط دختر و پسر در دانشگاه اساساً روابط علمی و درسی و تحقیقی است و فرصتی برای ایجاد نگرانی و اضطراب نیست." وزیر پیشین علوم این طرح را یک نوع بی‌احترامی فرهنگی به محیط‌های دانشگاهی عنوان می‌کند و می‌گوید که "این توهین به دانشجو و دانشگاه است که با روش فیزیکی قصد اسلامی کردن دانشگاه‌ها را دارند.

### حمیدرضا کاتوزیان
حمیدرضا کاتوزیان، رئیس کمیسیون انرژی مجلس هشتم و از مخالفین این طرح گفت: «تفکیک جنسیتی دانشگاه‌ها توهین مستقیم به جامعه دانشگاهی است و کسانی که مدعی هستند از این طریق اختلاط‌ها کاهش می‌یابد و در نتیجه معضلات اخلاقی جامعه کم و حریم شرعی و اخلاقی جامعه بیشتر حفظ می‌شود، هنوز در درک پایه‌ای ابتدایی‌ترین مفاهیم روابط انسانی دچار مشکل هستند.»

## اجرای طرح
اسلامی کردن دانشگاه طرحی بود که از ابتدای انقلاب اسلامی کم و بیش در محافل دانشگاهی مطرح بود. اما مسائلی چون تفکیک جنسی در دولت احمدی‌نژاد مطرح و اجرا شدند. زمزمه بحث تفکیک جنسیتی با تغییر روسای دانشگاه‌ها پس از روی کار آمدن دولت نهم رنگ و بوی تازه و جدی به خود گرفت. تا اینکه در دولت دهم تفکیک جنسیتی به مرحله اجرایی رسید. پس از اجرای طرح احمدی‌نژاد از اجرای طرح تفکیک جنسیتی شاکی بود و با ارسال نامه‌ای به وزیر علوم درخواست کرد: «فوری از این اقدامات سطحی و غیرعالمانه جلوگیری شود.» اما وزیر علوم این طرح را متوقف نکرد و اساساً کسی هم اعتراض احمدی‌نژاد را جدی نگرفت و برخی دانشگاهیان معتقد بودند حرکت وی بیشتر تبلیغاتی است تا اینکه بیانگر اعتقادات وی باشد.

### دانشگاه علامه طباطبایی

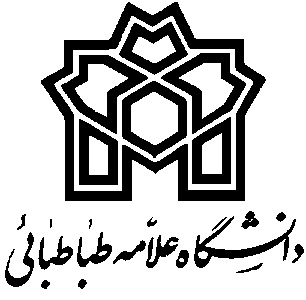
دانشگاه علامه طباطبایی پس از روی کار آمدن حجت‌الاسلام صدرالدین شریعتی از جمله موارد موفق در اجرای طرح بود.

در میان دانشگاه‌ها، بعضی از رؤسای دانشگاه‌های معتبر کشور از جمله دانشگاه علامه طباطبایی در زمینه تفکیک جنسیتی پیشتاز شدند تا جایی که در این دانشگاه تفکیک جنسیتی دانشجویان دختر و پسر از کلاس‌ها به رشته‌ها گسترش یافته‌است. سال ۹۰ بود که تفکیک جنسیتی دانشجویان دانشگاه علامه آغاز شد. در واقع از زمان نشستن حجت‌الاسلام صدرالدین شریعتی بر صندلی ریاست دانشگاه علامه طباطبایی وسیعترین و شدیدترین برنامه‌ها برای جدایی دختران و پسران دانشجو در این دانشگاه اتفاق افتاد. حدود یک ماه قبل هم در دور جدید تفکیک جنسیتی در رشته‌های کارشناسی ارشد دانشگاه علامه طباطبایی در کلاس‌های کمتر از ۱۰ نفر هم تفکیک جنسیتی اعمال شده‌است و یک رشته واحد به دو رشته با تفکیک جنسیتی زن و مرد تقسیم شد.